# Подозерка (Зеньковский район)
Подозерка (укр. Підозірка) — село,
Дейкаловский сельский совет,
Зеньковский район,
Полтавская область,
Украина.
Код КОАТУУ — 5321381703. Население по переписи 2001 года составляло 251 человек.

## Географическое положение
Село Подозерка находится на левом берегу реки Грунь,
выше по течению на расстоянии в 1,5 км расположено село Шиловка,
ниже по течению на расстоянии в 1,5 км расположено село Дейкаловка,
на противоположном берегу — село Ищенковка.
На территории села расположено озеро Журавлиное - памятник природы.

## История
Приписана к церкви Рождества Богородицы в Де́йкаловка
Есть на карте 1869 как «Сл. Подизиркою»

## Объекты социальной сферы
- Клуб.